# Viva la Bam
Viva la Bam (рус. Да здравствует Бэм!) — реалити-шоу, посвящённое выходкам Бэма Марджеры и его друзей из CKY Crew. Шоу являлось спин-оффом проекта «Чудаки». Каждая серия имела свой собственный сценарий. Телешоу было показано с 2003 по 2005 год на канале MTV и вызвало большой ажиотаж и критику среди зрителей. В России показывалось на местной локализации MTV с 2004 по 2009 год.

## Производство
В съёмочную группу входили Райан Данн, Брэндон ДиКамилло, Крис Рааб, Рейк Йон, Брэндон Новак, Тим Гломб. Так же в шоу приняли участие родители Бэма: Филл Марджера, Эйприл Марджера и его дядя Винсент Марджера по прозвищу Дон Вито. Шоу, в основном, было снято в Пенсильвании, однако иногда команда выбиралась в Европу, Мексику, Бразилию и другие страны.
26 октября 2003 года вышла первая серия шоу, которая была показана по MTV в США, затем передача была лицензирована по всему миру.

## В ролях
- Бэм Марджера — главный герой
- Филл Марджера — отец Бэма
- Эйприл Марджера — мама Бэма
- Дон Вито — дядя Бэма
- Райан Данн
- Брэндон Новак
- Брэндон Дикамилло
- Крис Рааб
- Рэйк Йонг
- Дженн Ривелл

## Популярные гости
В шоу также часто принимали участие известные группы такие как HIM, CKY, Bloodhound Gang, Cradle of Filth, Turbonegro, Slayer, GWAR, Children of Bodom и The 69 Eyes. Многие из друзей Бэма также появлялись на шоу, в том числе Джонни Ноксвилл, The Dudesons, Тони Хоук, Боб Бёрнквис, Майк Валелли и другие.